# Тима Џебо
Тима Џебо (Олово, 24. октобар 1963 — Сарајево, 13. јул 2025) била је југословенска и босанскохерцеговачка кошаркашица. Била је члан женске кошаркашке репрезентације Југославије и Босне и Херцеговине.

## Спортска каријера
Рођена је у Олову, а већ у основној школи почела је да тренира кошарку. У Олову је 1980. основан кошаркашки клуб Ступчаница који се такмичио у тадашњој републичкој лиги и то врло успешно. По завршетку школе, 1982. године, прешла је у сарајевски Жељезничар, који је тада био друголигаш, а одмах наредне сезоне и прволигаш. У Сарајеву је играла пет година и потом отишла у Елемес, са којим је освојила првенство и куп. Тамо је одиграла три сезоне, 1990. прелази у Јединство из Тузле, са којим је такође освојила првенство Југославије. Године 1993. одиграла је две сезоне у Словенији за Јежице и освојила првенство. Играла је још и у Немачкој, Турској, а затим се вратила у Јединство где је завршила играчку каријеру.
За репрезентацију Југославије, Џебо је први пут наступила од 1987. године и у репрезентативном дресу је забележила добре резултате. На Универзијади у Јапану, освојила је бронзану медаљу, а на Светском првенству 1991. које је одржано у Малезији, освојила је сребрну медаљу што јој је највећи успех у дресу са државним грбом. Играла је касније за репрезентацију БиХ са којом је освојила злато на Медитеранским играма у француском Лангдок-Русијону.
Радила је као помоћни тренер у Јединству, након смене првог тренера преузела је ту позицију. Функцију је обављала неколико месеци, након чега се повукла. Тренирала је млађе категорије у школи кошарке у Олову.

## Успеси
Југославија
- Сребрна медаља

Светско првенство 1990. Куала Лумпур